# Jedlová (Stará Voda)
Jedlová (německy Tannaweg) je vesnice, základní sídelní jednotka obce Stará Voda v okrese Cheb v Karlovarském kraji. Český název dostala v roce 1947. V roce 2011 zde trvale žilo 5 obyvatel.
Jedlová leží v katastrálním území Jedlová u Staré Vody o rozloze 2,63 km².

## Název
Osada vznikla podél cesty v jedlovém lese. Podle toho získala název Tannaweg (Jedlová cesta). Roku 1788 se psala Danneweg, roku 1838 Tannaweg, od roku 1947 Jedlová.

## Historie
Osídlování území souviselo s hledáním a dobýváním rud. Přišlo od Tří Seker, které již byly rozděleny na dvě samostatné obce a to Kynžvartské a Tachovské Tři Sekery. Majitel Tachovských Tří Seker Johann Hausmann, se rozhodl hledat a těžit rudy na území jeho panství a založil osadu Jedlovou. Území Jedlové patřilo od počátku jeho osídlení pod Tachovské Tři Sekery. Roku 1890 se stala Jedlová samostatnou obcí s vlastním katastrem. Na katastru Jedlové stávaly na Kosovém potoce tři mlýny. Nejznámější z nich byl Kocovský mlýn pojmenovaný podle nedaleké samoty, Kocovského dvora. V Jedlové stávala huť (tavírna) na zpracování olověné rudy, dovážené z okolí Tří Seker. Později sloužil objekt jako továrna na výrobu síry a sirek. Budova bývalé tavírny byla stržena v 60. letech 20. století.
Po odsunu německého obyvatelstva po druhé světové válce se obec podařilo jen nepatrně dosídlit, první dva osídlenci přišli z Vlašimska. Později bylo na území Jedlové postaveno několik desítek rekreačních objektů.
V roce 1950 byla Jedlová osadou obce Stará Voda v tehdejším okrese Mariánské Lázně, s vlastním číslováním domů. Oficiálně byla roku 1960 zrušena i jako osada a stala se pouze součástí obce Stará Voda, jako její základní sídelní jednotka s přečíslováním domů pod obec Starou Vodu.

## Přírodní poměry
Jedlová se rozprostírá v nadmořské výšce okolo 600 m při hranici dvou geomorfologických celků, Českého lesa a Podčeskoleské pahorkatiny.
Územím protéká Kosový potok, při jehož břehu vyvěrá v za posledními chatami na jižním okraji Jedlové volně přístupný minerální pramen Jedlovská kyselka. Celé katastrální území Jedlová u Staré Vody leží v přírodním parku Český les.

## Obyvatelstvo
Při sčítání lidu v roce 1921 zde žilo 149 obyvatel, všichni německé národnosti, kteří se hlásili k římskokatolické církvi.
| Rok            | 1869 | 1880 | 1890 | 1900 | 1910 | 1921 | 1930 | 1950 | 1961 | 1970 | 1980 | 1991 | 2001 | 2011 |
| -------------- | ---- | ---- | ---- | ---- | ---- | ---- | ---- | ---- | ---- | ---- | ---- | ---- | ---- | ---- |
| Počet obyvatel | 130  | 137  | 151  | 143  | 135  | 149  | 124  | 18   | -    | 28   | -    | -    | 3    | 5    |
| Počet domů     | 20   | 20   | 21   | 22   | 26   | 26   | 25   | 15   | -    | 9    | -    | -    | 3    | 4    |